# Coteaux-du-lyonnais
Le coteaux-du-lyonnais est un vin français d'appellation d'origine contrôlée (en rouge, blanc ou rosé) produit sur les communes couvrant les monts du Lyonnais, à l'ouest de Lyon, dans le département du Rhône.
Les 49 communes viticoles de cette appellation font partie de ce que l'INAO appelle le « bassin viticole Bourgogne-Beaujolais-Savoie-Jura ». Selon les auteurs, cette appellation forme une petite région viticole à part entière, ou est rattachée au vignoble de la vallée du Rhône, voire au vignoble de Bourgogne (comme les appellations du Beaujolais),.

## Historique
L'origine du vignoble sur les monts du Lyonnais est attribué à la période romaine (Lugdunum est fondée en –43), tel que prouvé par les fouilles de 2008 de la villa de Saint-Laurent-d'Agny qui avait des vignes en pergola (traces de racines, de tranchées de provignage et de canaux de drainage ; pollens de vigne). La viticulture s'est ensuite développée par l'action et l'influence des bénédictins de Savigny, puis des célestins de Millery.
En 1816, André Jullien indique qu'il y avait 13 800 hectares de vignes dans l'arrondissement de Lyon produisant 260 000 hectolitres de vin, dont le côte-rôtie au premier rang, les vins de Millery et la Galée en seconde classe, Sainte-Foy-lès-Lyon, Yrigny, Charly, Barolles et Couzon en troisième classe ; le « condrieux » est alors un vin liquoreux. Ce vignoble fournit en vins ordinaires les ouvriers (dont les canuts) de la ville de Lyon : il s'agit encore aujourd'hui d'un des vins servis dans les bouchons (restaurants lyonnais traditionnels), notamment en pots (de 46 centilitres). Durant la seconde partie du XIXe siècle, ce vignoble est frappé comme les autres par le phylloxéra, le mildiou et l'oïdium ; les propriétaires préfèrent alors ne pas replanter face à la concurrence des vins du Midi, puis à l'extension urbain de l'agglomération lyonnaise.
En 1952, les viticulteurs se regroupent au sein de la « Fédération des Vins des Coteaux du Lyonnais », basée à Brignais, obtenant la reconnaissance en VDQS (vin délimité de qualité supérieure) par l'arrêté du 11 janvier 1952 des « vins de Lyonnais ». La cave coopérative de Sain-Bel est fondée en 1956. L'appellation d'origine contrôlée (AOC) est obtenue le 9 mai 1984 sous la signature de Louis Mermaz, ministre de l'Agriculture, pour le coteaux-du-lyonnais.
Le cahier des charges est modifié en septembre 1991, en septembre 2002, en octobre 2009, puis en septembre 2011.

## Vignoble
Le vignoble des coteaux du Lyonnais s'étend en deux zones principales à environ dix kilomètres de Lyon, autour de L'Arbresle au nord et de Brignais au sud ; son aire d'appellation couvre un total de 49 communes, toutes sur le département du Rhône, limitée à l’est par le Rhône et la Saône, à l’ouest par les monts du Lyonnais et au nord et au sud par les vignobles du Beaujolais et des côtes-du-rhône.
Selon le service des Douanes, la superficie revendiquée en 2024 sous l'appellation est de 179 hectares, dont 128 ha pour faire du rouge, 40 ha pour du blanc et 10 ha pour du rosé. Les vignobles couvraient environ 370 ha cultivés dans les années 2000. En 2018 la surface a diminué à 250 ha environ. La superficie exploitée se réduit sous la pression de l'agglomération lyonnaise.

### Climatologie
Le climat lyonnais est un climat tempéré océanique à légère tendance continentale. L'influence océanique se traduit par des pluies fréquentes en toutes saisons (avec néanmoins un maximum en automne et un minimum en été) et un temps changeant. L'influence semi-continentale se traduit par une amplitude thermique mensuelle plutôt élevée, se caractérisant par des hivers froids avec des chutes de neige relativement fréquentes, et des étés plus chauds que sur les littoraux, avec à l'occasion de violents orages.
Les tendances climatiques sont très proches de celles du Beaujolais avec toutefois une influence méditerranéenne plus prononcée pour le sud de l'appellation. Sur l'ouest on retrouve une influence du climat du Forez. En raison de l'actuel réchauffement climatique, les vendanges sont souvent plus précoces de quelques jours (le débourrement, la floraison et la véraison de la vigne se faisant plus tôt). Les données climatiques de la station météorologique de Sain-Bel (à 300 mètres d'altitude : 45° 49′ N, 4° 36′ E) ci-dessous en rendent compte.
| Mois                              | jan. | fév. | mars  | avril | mai   | juin  | jui. | août  | sep.  | oct. | nov. | déc. | année   |
| --------------------------------- | ---- | ---- | ----- | ----- | ----- | ----- | ---- | ----- | ----- | ---- | ---- | ---- | ------- |
| Température minimale moyenne (°C) | 0,3  | −0,1 | 2,6   | 5,7   | 9,1   | 13    | 14,9 | 14,2  | 10,9  | 7,6  | 3,8  | 0,8  | 6,9     |
| Température moyenne (°C)          | 3,5  | 4,1  | 8     | 11,8  | 15    | 19,3  | 21,6 | 21    | 17,1  | 12,4 | 7,4  | 4,2  | 12,1    |
| Température maximale moyenne (°C) | 6,7  | 8,4  | 13,4  | 17,8  | 20,9  | 25,6  | 28,4 | 27,9  | 23,4  | 17,2 | 11,1 | 7,6  | 17,4    |
| Nombre de jours avec gel          | 14,8 | 13,8 | 7,5   | 2,1   | 0     | 0     | 0    | 0     | 0     | 1,9  | 4,8  | 11,6 | 56,5    |
| Ensoleillement (h)                | 42,2 | 83,6 | 140,3 | 184,4 | 190,5 | 216,6 | 270  | 228,9 | 186,9 | 95,2 | 46,2 | 36   | 1 720,8 |
| Précipitations (mm)               | 60,3 | 35,6 | 40,8  | 49,4  | 66,6  | 76,1  | 67,1 | 67,7  | 54    | 79,9 | 70   | 50,6 | 718,1   |

| Diagramme climatique                                  |             |             |             |             |            |              |              |            |             |           |            |
| J                                                     | F           | M           | A           | M           | J          | J            | A            | S          | O           | N         | D          |
| 6,70,360,3                                            | 8,4−0,135,6 | 13,42,640,8 | 17,85,749,4 | 20,99,166,6 | 25,61376,1 | 28,414,967,1 | 27,914,267,7 | 23,410,954 | 17,27,679,9 | 11,13,870 | 7,60,850,6 |
| Moyennes : • Temp. maxi et mini °C • Précipitation mm |             |             |             |             |            |              |              |            |             |           |            |

### Aire d'appellation

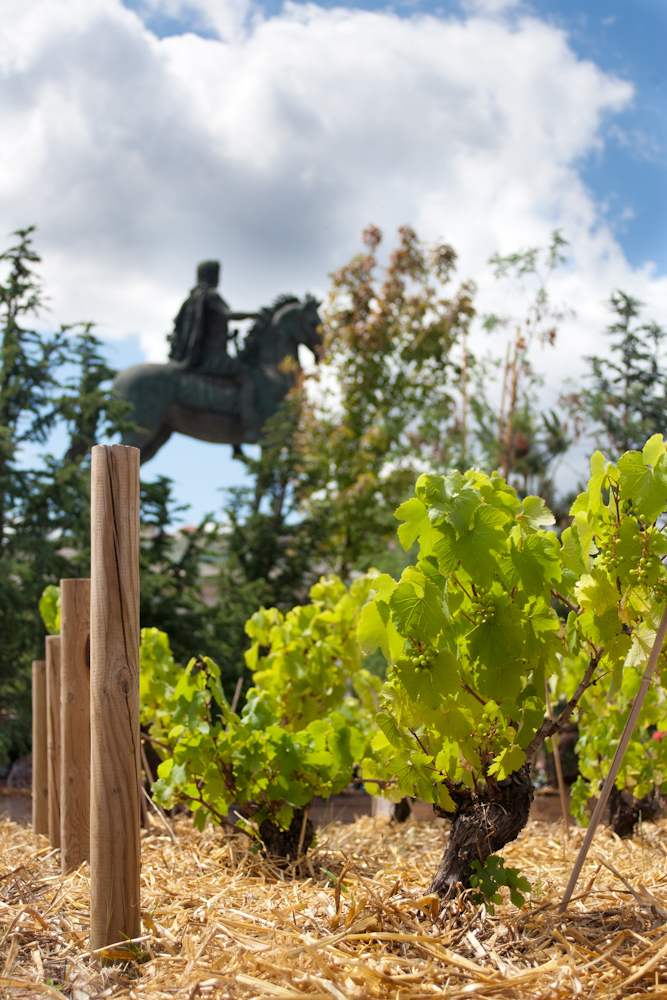
Vignes de gamay en Lyonnais.

L'aire d'appellation couvre 49 communes : Bessenay, Bibost, Brindas, Chaponost, Charly, Chassagny, Chasselay, Chaussan, Chevinay, Civrieux-d'Azergues, Courzieu, Dardilly, Dommartin, Éveux, Fleurieux-sur-l'Arbresle, Givors, Grézieu-la-Varenne, Grigny, Irigny, Lentilly, Limonest, Lissieu, Marcilly-d'Azergues, Marcy-l'Étoile, Messimy, Millery, Montagny, Mornant, Orliénas, Poleymieux-au-Mont-d'Or, Pollionnay, Sain-Bel, Saint-Andéol-le-Château, Sainte-Consorce, Saint-Didier-au-Mont-d'Or, Saint-Forgeux, Saint-Germain-au-Mont-d'Or, Saint-Julien-sur-Bibost, Saint-Laurent-d'Agny, Saint-Pierre-la-Palud, Saint-Romain-en-Gier, Savigny, Sourcieux-les-Mines, Taluyers, Thurins, La Tour-de-Salvagny, Vaugneray, Vernaison, Vourles.
Soucieu-en-Jarrest a été retiré de cette aire.

### Encépagement
Pour produire les rouges et rosés, le cépage principal est le gamay noir à jus blanc, avec comme cépages accessoires (limités à un maximum de 10 % de l'encépagement) le gamay de Bouze N et le gamay de Chaudenay N.
Pour les blancs, les cépages principaux sont le chardonnay B et l'aligoté B ; le pinot blanc B est autorisé comme cépage accessoire (limité à maximum 30 %).

### Rendements
Le rendement est limité par le cahier des charges de l'appellation à un maximum de 60 hectolitres par hectare. Chaque année, ce rendement maximum peut être modifié à la hausse ou à la baisse par un arrêté du ministère de l'Agriculture, dans la limite des rendements butoirs de l'appellation, fixés à 69 hl/ha pour les rouges ou rosés et à 72 hl/ha pour les blancs.

## Vins

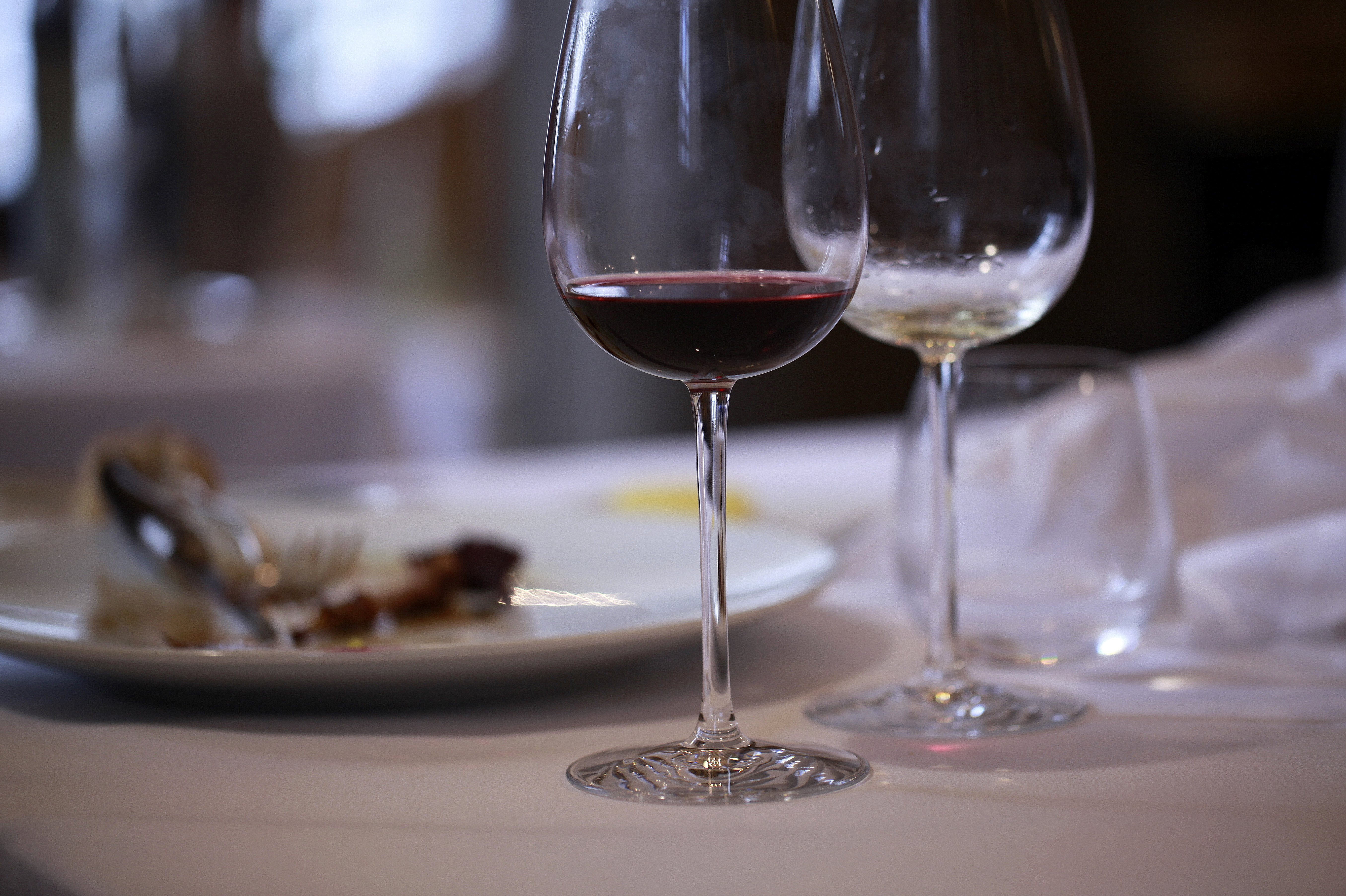
Coteaux-du-lyonnais rouge.

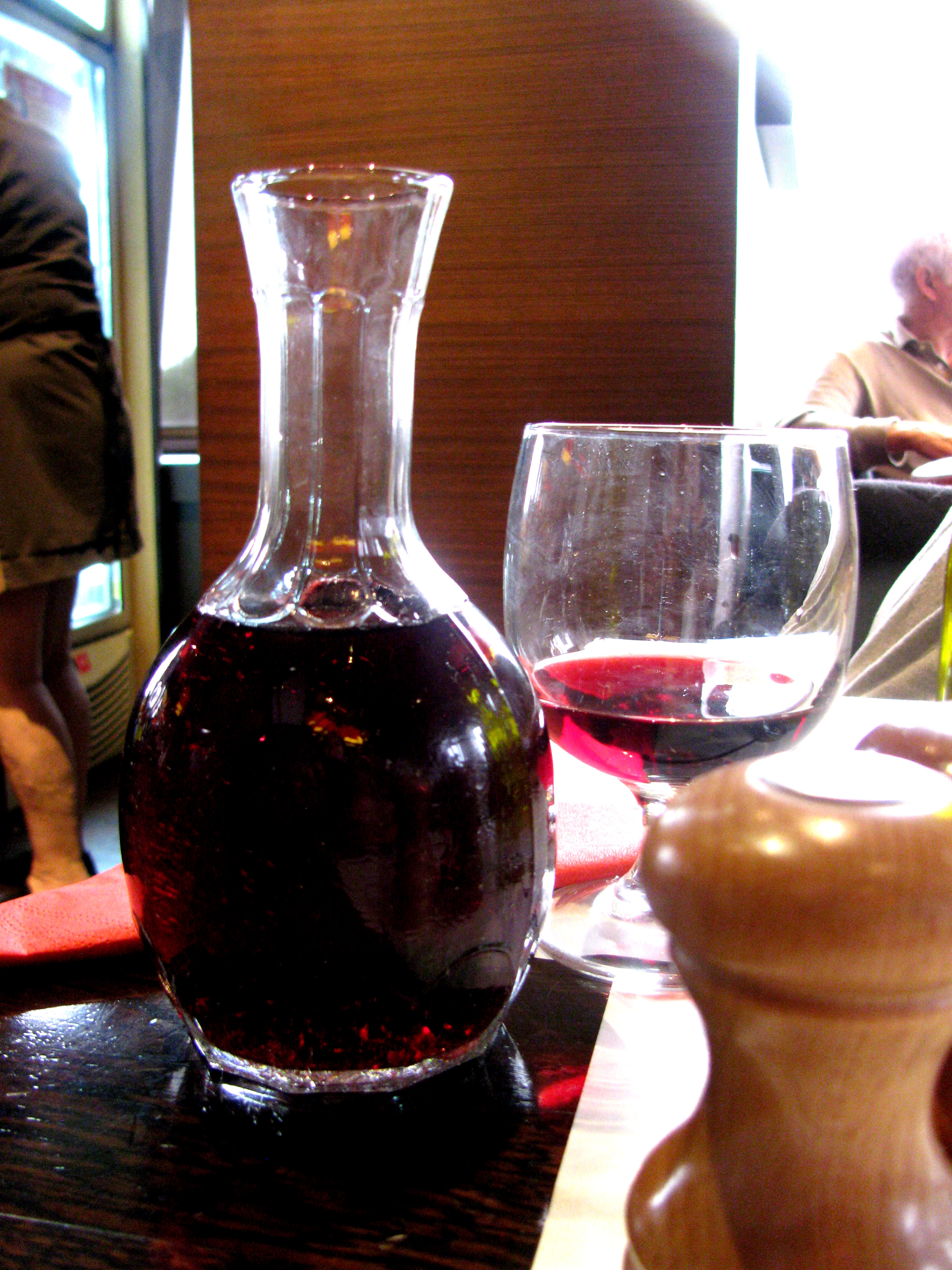
AOC coteaux-du-lyonnais rouge sélection Georges Duboeuf.

La production est d'environ 22 000 hectolitres dans les années 2000 (pour les trois couleurs). En 2018, la production a été réduite de moitié, à 9 893 hl, pour se réduire à 6 835 hl en 2024. Les données de production des années récentes, telles que publiées par les Douanes, sont en rouge :
| Année | Superficie (ha) | Production (hl) | Rendement (hl/ha) |
| ----- | --------------- | --------------- | ----------------- |
| 2020  | 158,6           | 5 309           | 33                |
| 2021  | 165,9           | 6 516           | 39                |
| 2022  | 136,2           | 3 336           | 24                |
| 2023  | 115             | 3 442           | 30                |
| 2024  | 128,9           | 4 955           | 38                |

- en blanc :

| Année | Superficie (ha) | Production (hl) | Rendement (hl/ha) |
| ----- | --------------- | --------------- | ----------------- |
| 2020  | 44,1            | 1 683           | 38                |
| 2021  | 44,5            | 1 498           | 34                |
| 2022  | 40              | 1 235           | 31                |
| 2023  | 43,9            | 1 515           | 34                |
| 2024  | 40,5            | 1 666           | 41                |

- en rosé :

| Année | Superficie (ha) | Production (hl) | Rendement (hl/ha) |
| ----- | --------------- | --------------- | ----------------- |
| 2020  | 23,1            | 872             | 38                |
| 2021  | 13,9            | 436             | 31                |
| 2022  | 12,5            | 245             | 20                |
| 2023  | 29.4            | 1 113           | 38                |
| 2024  | 9,8             | 325             | 33                |

### Vinification et élevage
L'appellation a le droit de commercialiser sa production en « primeur » ou « nouveau », sous réserve des conditions imposées par le cahier des charges.

### Gastronomie
Pour le coteau-du-lyonnais rouge, la robe est couleur rubis ; le nez est plutôt fruité (évoquant les petits fruits rouges et noirs) ; la bouche est vive, acidulée et peu tannique. Le blanc a une robe or pâle, un nez qui peut évoquer la pêche blanche et une bouche nerveuse.
Ces vins sont à boire jeunes, dès leur première année (y compris en primeur) jusqu'à trois ans, et à servir frais vers 14 °C pour le rouge et de 8 à 10 °C pour le blanc.
Les rouges vont logiquement avec la cuisine lyonnaise, notamment un tablier de sapeur, des grattons, du jésus ou du saucisson de Lyon. Les blancs s'allieront avec du poisson, des fromages de chèvre locaux (rigotte de Pélussin), des fromages de vache (saint-marcellin, saint-félicien) ou des quenelles ; les rosés avec de la charcuterie lors d'un apéritif.

### Producteurs
Selon le site de l'ODG de l'appellation, il y a vingt producteurs, dont une cave coopérative :
- domaine Baptiste Avallet, à Saint-Cyr-sur-le-Rhône ;
- domaine Le Bouc et la Treille, à Poleymieux-au-Mont-d'Or ;
- domaine Bouteille Frères, à Savigny ;
- domaine Pierre Charmy, à Saint-Romain-en-Gier ;
- domaine du Clos Saint-Marc, à Taluyers ;
- cave des coteaux du Lyonnais (Agamy depuis 2016)[21], à Sain-Bel ;
- maison Clusel-Roch, à Ampuis ;
- domaine Decrenisse, à Chasselay ;
- domaine Régis Descotes, à Millery ;
- domaine Mazille Descotes, à Millery ;
- domaine des Grabottes, à Millery ;
- domaine Jomard, à L'Arbresle ;
- caveau du Milliaire, à Millery ;
- domaine de la Petite Gallée, à Millery ;
- domaine de Prapin, à Taluyers ;
- domaine Rostaing Tayard, à Savigny ;
- domaine Patrice Ruiton, à Dardilly ;
- domaine La Première Étoile, à Millery ;
- domaine La Têtue, à Lyon (1er arrondissement) ;
- domaine d'Yf, à Chassagny.